# Rameau Thierry Sokoudjou
Rameau Thierry Sokoudjou est un combattant d'origine camerounaise de combat libre de 93 kg pour 1,83 m né le 18 avril 1984. Il vient de San Diego, en Californie. Il fait ses débuts officiellement en juillet 2006 et a vaincu durant l'année 2007 deux pointures du combat libre : Ricardo Arona et Antonio Rogerio Nogueira.

## Palmarès MMA
| 5 victoires (4 (T)KO's, soumissions, 1 décisions), 2 défaites (1 (T)KO's, 1 soumissions, décisions), 0 égalité. |          |                          |                          |                                 |       |       |
| Date | Résultat | Adversaire               | Nom de l'évènement       | Méthode                         | Round | Temps |
| 24 mai 2008 | Victoire | Kazuhiro Nakamura        | UFC 84 - Ill Will        | TKO (Punches)                   | 1     | 5:00  |
| 29 décembre 2007                                                                                                | Défaite  | Lyoto Machida            | UFC 79 - Nemesis         | Soumission (Arm Triangle Choke) | 2     | 4:20  |
| 8 avril 2007 | Victoire | Ricardo Arona            | Pride 34 - Kamikaze      | KO (Punch)                      | 1     | 1:59  |
| 24 février 2007                                                                                                 | Victoire | Antonio Rogerio Nogueira | Pride 33 - Second Coming | KO (Punch)                      | 1     | 0:23  |
| 12 octobre 2006                                                                                                 | Défaite  | Glover Teixeira          | WEC 24 - Full Force      | TKO (Frappes)                   | 1     | 1:41  |
| 5 août 2006 | Victoire | Paul Weremecki           | SF 17 - Hot Zone         | TKO                             | 1     | 2:11  |
| 15 juillet 2006                                                                                                 | Victoire | Gary Padilla             | TC 15 - Total Combat 15  | Décision Partagée               | 3     | N/A   |